# Нагорода Роджера Кроз'єра
Нагоро́да Родже́ра Кро́з'єра (англ. MBNA/Mastercard Roger Crozier Saving Grace Award) — щорічна хокейна нагорода, яку присуджують з 1999-2000 року воротареві НХЛ, який зіграв не менше 25 ігор і закінчив сезон з найкращим показником (у відсотках) пропущених в середньому шайб за одну гру — незважаючи на місце, яке того ж року зайняла його команда. Володар нагороди отримує пам'ятний трофей у вигляді кристала із сумою 25 000 USD, яку за власним вибором та розсудом, із черги, жертвує на дитячо-юнацький хокей чи на інші спортивно-освітні програми.

## Історія створення
Нагорода названа на честь колишнього воротаря «Детройт Ред-Вінгс» і «Баффало Сейбрс» Роджера Кроз'єра, володаря «Колдер Меморіал Трофі» і «Приза Конна Сміта», який провів 24 роки хокейної кар'єри, з них 14 в НХЛ. За цей час зіграв 518 ігор, заробивши 206 перемог і 30 шот-аутів з середнім показником 3.04 гола за гру (в середньому за всі роки кар'єри).
Ця нагорода представлена корпорацією MBNA на згадку про Крозье, який вступив в Американський Банк MBNA в 1983 році. Після закінчення кар'єри в хокеї, він повернувся в район Буффало. Врешті-решт згодом переїхав в Вілмінгтон, штат Делавер, де він виріс до рівня виконавчого віцепрезидента «Світової служби зв'язку та будівництво в MBNA банку» (англ. Worldwide Facilities and Construction at MBNA Bank) — і займав цю посаду на момент його смерті від раку 11 січня 1996 року на 53-му році життя.

## Перелік володарів «Нагорода Роджера Кроз'єра»
| Сезон     | Воротар                | Команда              | Середня результативність\|показник в % | Кількість трофеїв |
| --------- | ---------------------- | -------------------- | -------------------------------------- | ----------------- |
| 1999/2000 | Ед Бельфур†            | Даллас Старс         | 0.919                                  | 1                 |
| 2000/2001 | Марті Турко            | Даллас Старс         | 0.925                                  | 1                 |
| 2001/2002 | Джозеф Теодор          | Даллас Старс         | 0.931                                  | 1                 |
| 2002/2003 | Марті Турко            | Даллас Старс         | 0.932                                  | 2                 |
| 2003/2004 | Двейн Ролосон          | Міннесота Вайлд      | 0.933                                  | 1                 |
| 2004/2005 | локаут                 | -                    | -                                      | -                 |
| 2005/2006 | Крістобал Гюіт         | Монреаль Канадієнс   | 0.929                                  | 1                 |
| 2006/2007 | Ніклас Бегстьом        | Міннесота Вайлд      | 0.929                                  | 1                 |
| 2007/2008 | Ден Елліс              | Нашвілл Предаторс    | 0.924                                  | 1                 |
| 2008/2009 | Тім Томас              | Бостон Брюїнс        | 0.933                                  | 1                 |
| 2009/2010 | Туукка Раск            | Бостон Брюїнс        | 0.931                                  | 1                 |
| 2010/2011 | Тім Томас              | Бостон Брюїнс        | 0.938                                  | 2                 |
| 2011/2012 | Браєн Елліотт          | Сент-Луїс Блюз       | 0.940                                  | 1                 |
| 2012/2013 | Крейг Андерсон         | Оттава Сенаторс      | 0.941                                  | 1                 |
| 2013/2014 | Джош Гардінг           | Міннесота Вайлд      | 0.933                                  | 1                 |
| 2014/2015 | Кері Прайс             | Монреаль Канадієнс   | 0.933                                  | 1                 |
| 2015/2016 | Браєн Елліотт          | Сент-Луїс Блюз       | 0.930                                  | 2                 |
| 2016/2017 | Сергій Бобровський     | Колумбус Блю-Джекетс | 0.932                                  | 1                 |
| 2017/2018 | Картер Гаттон          | Сент-Луїс Блюз       | 0.931                                  | 1                 |
| 2018/2019 | Бен Бішоп              | Даллас Старс         | 0.934                                  | 1                 |
| 2019/2020 | Антон Худобін          | Даллас Старс         | 0.930                                  | 1                 |
| 2020/2021 | Александер Неделькович | Кароліна Гаррікейнс  | 0.932                                  | 1                 |